# Kyle Bartley
Kyle Louis Bartley, född 22 maj 1991 i Manchester, är en engelsk fotbollsspelare som spelar för West Bromwich Albion.  

## Klubblagskarriär

### Arsenal
Bartley är född och uppvuxen i Manchester. Han började sin karriär i Bolton ungdomsakademi. Efter att ha imponerat på Arsène Wenger värvades han 2007 av Arsenal FC. Han blev så småningom lagkapten för Arsenals reservlag, vann FA Youth Cup 2009 och gjorde dessutom mål i kvartsfinalen mot Tottenham Hotspur och i semifinalen mot Manchester City. Han gjorde sin professionella debut för Arsenal den 9 december 2009 mot Olympiakos i Champions League. Trots att Arsenal förlorade matchen med 1-0 fick Bartley väldigt bra omdöme av media.  

#### Sheffield United (lån)
Hans framträdande fick också upp ögon för Sheffield Uniteds dåvarande managar Kevin Blackwell som värvade Bartley på ett tremånaders låneavtal. I slutet av säsongen återvände han till Arsenal och blev genast kapten för reserverna igen. Han gjorde 14 ligamatcher för klubben och fick bland annat mycket beröm av Sheffield Uniteds mittback Nyron Nowsworthy. Bartley imponerade så pass mycket att han även nästkommande säsong blev utlånad till Sheffield United, och ett säsongslån ordnades där Sheffield skulle betala för hans tjänster under säsongen. Han hyllades för sin mognad och professionalism. Efter 21 ligamatcher med klubben hade även det skotska storlaget Rangers FC fått upp ögonen för Bartley. 

#### Rangers (lån)

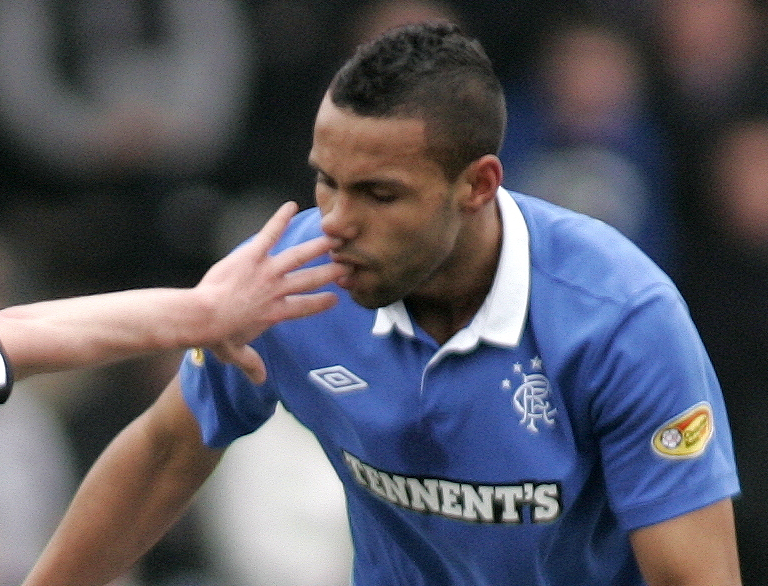
Bartley gjorde sitt första mål för Rangers den 6 mars 2011 mot St. Mirren

Bartley visste vad han ville göra och tvekade inte en sekund när han hörde om Rangers intresse. Arsenals dåvarande assisterande tränare Pat Rice var mannen som tog kontakt med Bartley och meddelade att Rangers var intresserade av att låna honom: "Pat ringde mig, berättade att Rangers var intresserade och jag behövde inte tänka två gånger. Det är en ära och ett privilegium att bli ombedd att skriva på för en klubb som Rangers och det var ett lätt beslut för mig att ta", sa Bartley. Bartley fortsatte i en intervju med Rangers officiella hemsida: "Saker hade inte gått så bra för Sheffield United, men jag är ledsen att lämna dem för att jag hade skaffat en massa vänner där. En klubb som Rangers är något du inte kan tacka nej till. Det var en 'no-brainer' för mig. Jag ser verkligen fram emot min tid med klubben och förhoppningsvis kan jag spela mitt spel och visa vad jag kan göra". Arsenal och Sheffield United bröt säsongslånet och Sheffield behövde inte betala någon avgift till Arsenal. Sheffields dåvarande manager, Micky Adams, sa: "Om folk vill lämna klubben, kommer jag inte att stå i deras väg". Den 6 mars 2011 mot St. Mirren gjorde Bartley sitt första och enda mål för Rangers, hans första professionella mål någonsin också. Målet var även vinnarmålet då matchen slutade 1-0. Den 31 mars återvände Bartley till Arsenal efter att ha drabbats av en knäskada som enligt rapporter skulle hålla honom borta från spel resten av säsongen. Dock så har Bartley uttryckt intresse för att återvända till Rangers på lån. Den 3 augusti 2011 skrev Bartley på ett nytt kontrakt med Arsenal. Dagen efter blev han återigen utlånad till Rangers resten av säsongen.

### Swansea City
Bartley värvades till Swansea City den 16 augusti 2012 och övergångssumman ryktas vara runt 1 miljon pund. Bartley debuterade för Swansea den 28 augusti 2012.

#### Birmingham City (lån)
Den 2 juli 2013 gick Bartley på säsongslångt lån till Birmingham City. Han spelade 19 matcher i alla tävlingar, och gjorde fem mål.
Efter återkomsten till Swansea, skrev Bartley den 5 juli 2014 ett nytt treårskontrakt med den walesiska klubben.

#### Leeds United (lån)
Säsongen 2016/17 var Bartley utlånad till Leeds United, under sin tidigare manager från Swansea, Garry Monk. Han spelade i samtliga ligamatcher utom en, gjorde sex mål och blev två gånger uttagen i EFL Championships Team of the Week.
Den 8 augusti 2017 förlängde Bartley sitt kontrakt med Swansea till 2021, efter att Leeds United och Burnley visat intresse för att värva honom.

### West Bromwich Albion
Den 16 juli 2018 värvades Bartley av West Bromwich Albion, där han skrev på ett treårskontrakt.

## Landslagskarriär
Bartley har representerat England på U16- och U17-nivå.